# Campionati del mondo di atletica leggera 1983 - Salto con l'asta
La gara del salto con l'asta maschile dei Campionati del mondo di atletica leggera 1983 si è svolta il 14 agosto 1983.
A causa del maltempo, le qualificazioni furono sospese e successivamente cancellate e la gara fu spostata all'ultima giornata dei campionati con la partecipazione di tutti gli atleti iscritti.

## Podio
| Pos.    | Atleta            | Nazionalità      | Prestazione | Note |
| ------- | ----------------- | ---------------- | ----------- | ---- |
| Oro     | Sergey Bubka      | Unione Sovietica | 5,70 m      |      |
| Argento | Konstantin Volkov | Unione Sovietica | 5,60 m      |      |
| Bronzo  | Atanas Tarev      | Bulgaria         | 5,60 m      |      |

## Situazione pre-gara

### Record
Prima di questa competizione, il record del mondo (RM) e il record dei campionati (RC) erano i seguenti.
| Record | Prestazione  | Atleta                             | Data                                     | Competizione |
| ------ | ------------ | ---------------------------------- | ---------------------------------------- | ------------ |
|        | 5,81 m       | Vladimir Polyakov Unione Sovietica | 26 giugno 1981 Tbilisi, Unione Sovietica |              |
|        | Nuovo evento |                                    |                                          |              |

### Campioni in carica
I campioni in carica a livello mondiale e olimpico erano:
| Campione | Atleta                        | Prestazione  | Data                                   | Competizione         |
| -------- | ----------------------------- | ------------ | -------------------------------------- | -------------------- |
| Olimpico | Władysław Kozakiewicz Polonia | 5,78 m       | 30 luglio 1980 Mosca, Unione Sovietica | Giochi olimpici 1980 |
| Mondiale | Nuovo evento                  | Nuovo evento | Nuovo evento                           | Nuovo evento         |

### La stagione
Prima di questa gara, gli atleti con le migliori tre prestazioni dell'anno erano:
| Pos. | Atleta                   | Prestazione | Data                                 |
| ---- | ------------------------ | ----------- | ------------------------------------ |
| 1    | Billy Olson Stati Uniti  | 5,80 m      | 4 febbraio 1983 Toronto, Canada      |
| 2    | Pierre Quinon Francia    | 5,80 m      | 18 luglio 1983 Nizza, Francia        |
| 3    | Thierry Vigneron Francia | 5,77 m      | 22 maggio 1983 Westwood, Stati Uniti |

## Risultati

### Finale
| Pos.    | Atleta                | Nazionalità      | 5,10 | 5,25 | 5,40 | 5,50 | 5,55 | 5,60 | 5,65 | 5,70 | 5,82 | Misura | Note |
| ------- | --------------------- | ---------------- | ---- | ---- | ---- | ---- | ---- | ---- | ---- | ---- | ---- | ------ | ---- |
| Oro     | Sergey Bubka          | Unione Sovietica | –    | –    | o    | o    | –    | xxo  | –    | xxo  | xxx  | 5,70   |      |
| Argento | Konstantin Volkov     | Unione Sovietica | –    | –    | o    | –    | –    | o    | –    | xxx  |      | 5,60   |      |
| Bronzo  | Atanas Tarev          | Bulgaria         | –    | –    | xxo  | o    | –    | o    | xxx  |      |      | 5,60   |      |
| 4       | Tadeusz Ślusarski     | Polonia          | –    | –    | xo   | –    | o    | –    | xxx  |      |      | 5,55   |      |
| 5       | Tom Hintnaus          | Brasile          | –    | –    | xo   | o    | –    | xx–  | x    |      |      | 5,50   |      |
| 6       | Patrick Abada         | Francia          | –    | –    | –    | xo   | –    | xxx  |      |      |      | 5,50   |      |
| 7       | Miro Zalar            | Svezia           | –    | –    | xo   | xo   | –    | xxx  |      |      |      | 5,50   |      |
| 8       | Thierry Vigneron      | Francia          | –    | o    | o    | xxx  |      |      |      |      |      | 5,40   |      |
| 8       | Władysław Kozakiewicz | Polonia          | –    | –    | o    | x–   | xx   |      |      |      |      | 5,40   |      |
| 10      | Felix Böhni           | Svizzera         | –    | –    | xo   | –    | xxx  |      |      |      |      | 5,40   |      |
| 10      | František Jansa       | Cecoslovacchia   | –    | o    | xo   | xxx  |      |      |      |      |      | 5,40   |      |
| 10      | Vladimir Poljakov     | Unione Sovietica | –    | –    | xo   | –    | –    | xx–  | x    |      |      | 5,40   |      |
| 13      | Jeff Buckingham       | Stati Uniti      | –    | –    | xxo  | xxx  |      |      |      |      |      | 5,40   |      |
| 14      | Veijo Vannesluoma     | Finlandia        | –    | xo   | xxo  | xxx  |      |      |      |      |      | 5,40   |      |
| 15      | Günther Lohre         | Germania Ovest   | –    | o    | –    | xxx  |      |      |      |      |      | 5,25   |      |
| 15      | Liang Weiqiang        | Cina             | o    | o    | xx r |      |      |      |      |      |      | 5,25   |      |
| 17      | Jürgen Winkler        | Germania Ovest   | –    | xo   | xxx  |      |      |      |      |      |      | 5,25   |      |
| 18      | Timo Kuusisto         | Finlandia        | xo   | xo   | xxx  |      |      |      |      |      |      | 5,25   |      |
| 19      | Tomomi Takahashi      | Giappone         | o    | xxo  | xxx  |      |      |      |      |      |      | 5,25   |      |
| 20      | Alberto Ruiz          | Spagna           | xo   | xxx  |      |      |      |      |      |      |      | 5,10   |      |
|         | Pierre Quinon         | Francia          | –    | –    | xxx  |      |      |      |      |      |      | nm     |      |
|         | Hermann Fehringer     | Austria          | xxx  |      |      |      |      |      |      |      |      | nm     |      |
|         | Ivo Yanchev           | Bulgaria         | –    | –    | xxx  |      |      |      |      |      |      | nm     |      |
|         | Tapani Haapakoski     | Finlandia        | –    | xxx  |      |      |      |      |      |      |      | nm     |      |
|         | Billy Olson           | Stati Uniti      | –    | –    | xxx  |      |      |      |      |      |      | nm     |      |
|         | Mike Tully            | Stati Uniti      | –    | –    | xxx  |      |      |      |      |      |      | nm     |      |
|         | George Barber         | Canada           | xxx  |      |      |      |      |      |      |      |      | nm     |      |